# Friedrich Hastenpflug
Friedrich Hastenpflug (* 16. März 1812 in Nieder-Wildungen; † 14. Mai 1877 in Korbach) war ein deutscher Richter und Politiker.
Hastenpflug war der Sohn des Registrators Johann Friedrich Hastenpflug und dessen Ehefrau Maria (geborene Dietz). Er heiratete am 6. Juni 1844 in Nieder-Wildungen Mathilde Kleinschmit. Hastenpflug studierte ab 1832 in Göttingen Rechtswissenschaften. 1838 wurde er Advokat in Nieder-Wildungen wo er 1843 bis 1850 Stadtsekretär war. 1850 wurde er vertretungsweise und 1851 definitiv Kreisrichter in Pyrmont. 1860 wurde er in gleicher Funktion nach Korbach versetzt. 1869 wurde er Amtsrichter am Amtsgericht Korbach  und später Amtsgerichtsrat.
Von 1853 bis 1859 war er für den Wahlkreis Pyrmont Abgeordneter im Landtag des Fürstentums Waldeck-Pyrmont. 1854 bis 1859 gehörte er auch dem Spezial-Landtag für das Fürstentum Pyrmont an. 1871 bis 1877 war er erneut (diesmal für den Kreis des Eisenberges) Mitglied des Landtags des Fürstentums Waldeck-Pyrmont.